# Stronghold Crusader
Stronghold Crusader ist die im September 2002 erschienene Fortsetzung beziehungsweise das eigenständige Add-on zu dem mittelalterlichen Strategiespiel Stronghold, welches den Spieler in die Zeit der Kreuzzüge zurückversetzt. Neben diesem gehört es zu den Klassikern der Serie.

## Handlung
In Stronghold Crusader gibt es mehrere kleine Handlungen. Zum einen die vier teils historischen Kampagnen, in denen der Spieler als europäischer Fürst in mittelalterlichen Kreuzzügen kämpft. Zum anderen enthält das Spiel zwei Kreuzzugsmärsche, die zusammen aus etwa 80 Einzelmissionen bestehen. Der Spieler nimmt in den Kreuzzugsmärschen die Identität eines arabischen oder europäischen Fürsten an. In den jeweiligen Missionen treten sowohl arabische als auch europäische sowie aus dem ersten Teil bekannte Gegenspieler zum Kampf an.
In Stronghold Crusader stehen dem Spieler verschiedene Spielmodi zur Verfügung, die sowohl historische Szenarien als auch strategische Herausforderungen bieten:

### Historische Kampagnen
Das Spiel enthält vier historische Kampagnen, die auf realen Ereignissen der Kreuzzüge basieren:
1. An die Waffen: Begleitet die europäische Armee auf dem ersten Kreuzzug und dient als Einführung in das Spiel.[3]
2. Saladins Eroberungszug: Nachspielung von Saladins Rückeroberung Jerusalems, wobei der Spieler die Rolle des arabischen Fürsten übernimmt.[4]
3. Der Kreuzzug des Königs: Fokussiert auf den dritten Kreuzzug und die Verteidigung gegen arabische Truppen.[4]
4. Kreuzfahrerstaaten: Konflikte innerhalb der Kreuzfahrerstaaten, die den Spieler in die Grundlagen des Kreuzzugsspiels einführen.[5]

Jede Kampagne besteht aus fünf Missionen, die unterschiedliche Aspekte der Kreuzzüge thematisieren.

### Kreuzzugsmärsche
Ein zentrales Element des Spiels sind die Kreuzzugsmärsche, die aus zusammenhängenden Schlachten bestehen:
- Kreuzzugsmarsch 1: Umfasst 50 Missionen, in denen der Spieler gegen verschiedene Gegner kämpft.
- Kreuzzugsmarsch 2: Bietet 30 zusätzliche Missionen mit erhöhtem Schwierigkeitsgrad.

In diesen Märschen übernimmt der Spieler die Identität eines arabischen oder europäischen Fürsten und tritt gegen KI-Gegner an.

### Weitere Spielmodi
Neben den Kampagnen und Kreuzzugsmärschen bietet Stronghold Crusader weitere Spielmodi:
- Eigenes Spiel: Der Spieler wählt Verbündete, Feinde, Modus (z. B. Normales Spiel, Kreuzritterspiel, Deathmatch) und Karte.[3][7][8]
- Freies Bauen: Ein Modus, in dem der Spieler ohne Gegner Burgen errichten kann.[8]
- Karteneditor: Ermöglicht das Erstellen eigener Karten und Szenarien.[6]

Diese Modi erweitern das Spielerlebnis und bieten vielfältige Möglichkeiten für strategische Planungen.

## Spielprinzip

### Unterschiede zu Stronghold
Spielprinzip und -aufbau entsprechen Stronghold weitestgehend. In Stronghold Crusader kann ausgewählt werden, ob ein europäischer Kreuzritter oder ein arabischer Fürst im Orient gespielt werden soll. Trotz unterschiedlicher Herkunft können beide Herrschertypen sowohl die altbekannten (europäischen) Einheiten als auch die neu hinzugefügten arabischen Söldner rekrutieren, wodurch gemischte Armeen entstehen. Da Crusader im Gegensatz zu seinem Vorgänger in der Wüste spielt, tragen Mauern, Gebäude und der Untergrund als Farbe nicht mehr das bekannte „Steingrau“, sondern einen sehr hellen Braunton, der die Wüstenatmosphäre besser vermitteln soll. Zur Verteidigung bietet Crusader Steinwälle und Wachtürme. Die aus dem Vorgänger bekannten Holzwälle wurden entfernt, was den Spieler abhängiger vom Steinabbau macht. Eine Erweiterung in Sachen Belagerung stellen Feuerballisten dar, welche brennende Pfeile auf Einheiten und Gebäude schießen können. Letztere fangen dadurch Feuer, das sich, wenn mehrere Gebäude entsprechend eng aneinander gebaut wurden, schnell ausbreitet. Zu den Aufgaben des Spielers gehört es, ein Dorf zu errichten, dieses zu beschützen, die Bevölkerung zu ernähren (die Verpflegungsgebäude können ausschließlich auf lokal begrenzten Oasen platziert werden) und stets auf die – wie aus dem Vorgänger bekannt – Beliebtheit des Regenten zu achten. Zusätzlich gibt es neben den vier Charakteren aus dem Vorgänger noch drei weitere, arabische Fürsten: einen Sultan, einen Kalifen, einen Wazir, einen Emir, und Saladin, zudem kann auch gegen Richard Löwenherz, den Sheriff von Nottingham und Kaiser Friedrich I. oder einen Abt gespielt werden.
Der größte spieltechnische Unterschied zu Stronghold ist, dass Gegner und Verbündete ihre Burgen auf ein und derselben Karte platzieren und gegnerische Einheiten nicht mehr per Wegweiser gespawnt werden. In Multiplayerspielen, aber auch in der Kampagne, soll das Spiel so für ausgeglichenere Chancen sorgen. Zudem gibt es einen Offline-Skirmish-Modus. In diesem kann auf verschiedenen Karten mit bis zu 7 KI-Spielern gegeneinander gespielt werden.

### Militärische Einheiten
Mit Stronghold Crusader kommen diverse neue arabische Söldnereinheiten hinzu. Sie kosten einen gewissen Geldbetrag, benötigen aber im Gegensatz zu europäischen Einheiten keine selbst hergestellten Waffen. Manche davon sind als Alternative zu den jeweiligen europäischen Einheiten gedacht. Andere hingegen stellen eine komplette Neuerung dar.

#### Arabische Söldner
Söldner werden im Söldnerlager rekrutiert und benötigen kein eigenes Waffenlager – nur Gold.
| Einheit                   | Typ              | Kosten (Gold) | Besonderheiten                                            |
| ------------------------- | ---------------- | ------------- | --------------------------------------------------------- |
| Schleuderer               | Fernkampfeinheit | 5             | Sehr günstig, geringe Reichweite, schneller Rekrutierbar  |
| Arabischer Bogenschütze   | Fernkampfeinheit | 75            | Schneller als europäische Bogenschützen                   |
| Attentäter                | Spezialeinheit   | 60            | Kann Mauern und Tore erklimmen, wird von Wachen ignoriert |
| Berittener Bogenschütze   | Fernkampfeinheit | 80            | Hohe Geschwindigkeit, schwächerer Schaden                 |
| Arabischer Schwertkämpfer | Nahkampfeinheit  | 80            | Sehr hohe Angriffsstärke, gute Rüstung                    |
| Feuerwerfer               | Spezialeinheit   | 100           | Wirft Feuer, sehr effektiv gegen Gruppen                  |
| Speerträger               | Nahkampfeinheit  | 8             | Billige Einheit, schwache Rüstung und geringer Schaden    |
| Fackelträger              | Spezialeinheit   | 5             | Zündet Gebäude und Geräte an, stirbt schnell              |

#### Europäische Einheiten
Diese Einheiten benötigen Waffen, die in der Waffenproduktion hergestellt werden.
| Einheit             | Typ               | Erfordert Waffen | Besonderheiten                                              |
| ------------------- | ----------------- | ---------------- | ----------------------------------------------------------- |
| Bogenschütze        | Fernkampfeinheit  | Bogen            | Standard-Fernkämpfer, gute Reichweite                       |
| Armbrustschütze     | Fernkampfeinheit  | Armbrust         | Sehr hoher Schaden, langsam, gut gegen gepanzerte Einheiten |
| Streitkolbenkämpfer | Nahkampfeinheit   | Streitkolben     | Schnell, hoher Schaden, schwache Rüstung                    |
| Lanzenträger        | Nahkampfeinheit   | Langer Spieß     | Sehr gute Rüstung, langsamer Angriff                        |
| Schwertkämpfer      | Nahkampfeinheit   | Schwert          | Hoher Schaden, hohe Lebenspunkte, langsamer                 |
| Ritter              | Berittene Einheit | Schwert + Pferd  | Nur in bestimmten Kampagnen; stark, sehr schnell            |

#### Spezialeinheiten (Europäische Einheiten)
Einige Spezialeinheiten in Stronghold Crusader, wie etwa Baumeister, Tunnelbauer, Leiterträger und Mönche, benötigen keine Waffenproduktion, sondern werden ausschließlich gegen Gold in speziellen Gebäuden ausgebildet. Diese Einheiten erfüllen meist unterstützende Funktionen im Belagerungskampf: Sie bauen oder bedienen Belagerungsgeräte, ermöglichen das Überwinden von Mauern oder zerstören feindliche Befestigungen. Besonders in offensiven Spielstrategien spielen sie eine zentrale Rolle.
| Einheit      | Typ             | Kosten (Gold) | Besonderheiten                                                                    |
| ------------ | --------------- | ------------- | --------------------------------------------------------------------------------- |
| Baumeister   | Unterstützung   | 40            | Baut und bedient Belagerungsgeräte wie Katapulte, Trebuchets, Feuerballisten usw. |
| Mönch        | Nahkampfeinheit | 75            | Relativ schwach, aber schnell; nur über Kloster verfügbar (nur in Kampagnen/Mods) |
| Leiterträger | Unterstützung   | 20            | Trägt Sturmleitern zum Überqueren von Mauern; wird häufig als erstes angegriffen  |
| Tunnelbauer  | Unterstützung   | 30            | Gräbt Tunnel zur Maueruntergrabung; effektiv gegen starke Festungen, aber langsam |

## Computergesteuerte Gegner
In Stronghold Crusader treten Spieler gegen eine Vielzahl von computergesteuerten Gegenspielern (KI-Lords) an, die jeweils über eigene Persönlichkeiten, Strategien und Festungsdesigns verfügen. Insgesamt stehen im Originalspiel 16 KI-Gegner zur Auswahl, darunter historische und fiktive Charaktere wie Saladin, Richard Löwenherz, der Sultan, der Skorpion oder der Kalif. Jeder dieser Gegner zeichnet sich durch ein charakteristisches Verhalten im Kampf, unterschiedliche Truppenpräferenzen, wirtschaftliche Stärken und eine individuelle Burgarchitektur aus. Einige Lords setzen bevorzugt auf aggressive Belagerung, andere auf defensive Festungen oder wirtschaftlichen Ausbau. In der HD-Version sowie in der Crusader Extreme- und Definitive Edition wurden zusätzliche KI-Gegner und Varianten eingeführt, wodurch die strategische Vielfalt weiter erhöht wurde.
| Name              | Schwierigkeitsgrad¹ | Spielstil / Verhalten                               |
| ----------------- | ------------------- | --------------------------------------------------- |
| Die Ratte         | Sehr leicht         | Schwache Wirtschaft, leicht besiegbar               |
| Die Schlange      | Leicht              | Defensive Festung, viele Bogenschützen              |
| Das Schwein       | Mittel              | Aggressiv, setzt auf Massenangriffe                 |
| Der Wolf          | Sehr schwer         | Sehr stark befestigte Burg, aggressive Angriffe     |
| Der Sultan        | Leicht              | Schwach, verwendet viele Feuerwerfer                |
| Der Emir          | Leicht              | Passiv, baut große Burgen, wenig Angriffe           |
| Der Kalif         | Mittel              | Setzt stark auf Feuer, aggressive Belagerungen      |
| Der Wazir         | Schwer              | Sehr offensiv, viele Feuerangriffe                  |
| Der Abt           | Mittel              | Nutzt viele Mönche, gute Verteidigung               |
| Der Marshal       | Mittel              | Defensiv, starke Wirtschaft                         |
| Der Sheriff       | Schwer              | Guter Allrounder mit starkem Nahkampf               |
| Der Skorpion      | Schwer              | Setzt auf schnelle Angriffe, Feuer und Streitkolben |
| Der Falke         | Mittel              | Nutzt oft Pferde, schnelle Angriffe                 |
| Der Luchs         | Mittel              | Baut komplexe Burgen, wirtschaftlich stark          |
| Saladin           | Schwer              | Ausgewogen, starke Araber-Einheiten                 |
| Richard Löwenherz | Sehr schwer         | Sehr aggressiv, starke Wirtschaft und Armee         |

¹ Schwierigkeitsgrad: Basierend auf KI-Strategie, Wirtschaftsstärke und Truppenaufbau im Spiel. Die Werte variieren je nach Karte und Startbedingungen.

## Entwicklungsgeschichte
Bereits knapp ein Jahr nach dem Vorgänger wurde Crusader am 18. September 2002 von den Firefly Studios veröffentlicht. Es folgte der Patch 1.1, der Bugfixes, Balancinganpassungen und kleinere Funktionen wie automatisch ausbrechende Kampfhunde oder direktes Handeln im Vorratslager lieferte, und eine Erweiterung des Spielumfangs durch Stronghold Warchest. Ende 2012 wurde der Patch 1.3 veröffentlicht, der Crusader auf eine zeitgemäßere HD-Grafik aktualisierte. Im Juli 2017 wurde der Patch 1.4 herausgegeben, welcher Fehlerbehebungen enthält und weitere höhere Auflösungen auswählen lässt.
Im Jahr 2008 erschien Stronghold Crusader Extreme, eine veränderte und überarbeitete Fassung des Spieles.
Stronghold Crusader wurde als thematische Erweiterung des originalen Stronghold konzipiert, mit besonderem Fokus auf die Belagerungstechniken und militärischen Taktiken der Kreuzzüge im Nahen Osten. Dabei wurde der Schwerpunkt auf schnellere, taktischere Gefechte gelegt, um das Gameplay dynamischer und anspruchsvoller zu gestalten. Dieses Ziel spiegelt sich auch in der Einführung zahlreicher neuer Einheiten und verbesserter KI-Gegner wider, die unterschiedliche Strategien und Verhaltensweisen im Spiel simulieren.
Die HD-Edition, veröffentlicht im Jahr 2012, brachte eine Überarbeitung der Grafik und Anpassungen an moderne PCs, um das Spiel auch für heutige Systeme zugänglich zu machen. Die Community begrüßte die Updates und die verbesserte Benutzeroberfläche. Stronghold Crusader Extreme erlaubte 2008 Massenschlachten mit bis zu 10.000 Einheiten und stellte so einen bedeutenden Schritt im Belagerungsspiel-Genre dar. Die KI wurde ebenfalls angepasst, um mit der neuen Schlachtengröße klarzukommen.
Am 15. Juli 2025 erschien das Remaster Stronghold Crusader Definitive Edition auf Steam. Dieses enthält neue Grafiken, Komfortfunktionen, neue Einheiten, neue KI und neue Missionen.

## Modifikationen
Die Stronghold Community entwickelte diverse Tools zur Modifikation des Spiels, die die von Firefly bereit gestellten Tools ergänzen.
Es ist dem Spieler damit möglich selbst KI-Charaktere zu erstellen, die jedoch den Platz einer anderen KI einnehmen und diese somit ersetzen. Außerdem ist es beispielsweise möglich die Burgen der jeweiligen KIs zu ändern oder neue zu erstellen.

## Rezeption
Stronghold Crusader erhielt wegen der angepassten Spielkarten, der orientalischen Musik und authentischen Wüstenatmosphäre Lob von der Fachpresse und Fangemeinde (Metacritic: 78 von 100). Da zur Zeit der Veröffentlichung die Annahme bestand, es handele sich um eine vollwertige Fortsetzung, wurde jedoch das gleich gebliebene Spielprinzip vom Vorgänger bemängelt.
- PC Games: 85 % (21. Oktober 2002)
- GameStar: 80 % (18. September 2002)[21]